# Hohe Salve
Hohe Salve je hora mezi městy Kufstein, Wörgl a Kitzbühel v Tyrolsku. Je součástí Kitzbühelských Alp a přezdívá se mu také tyrolská Rigi. Vrchol se nachází v nadmořské výšce 1828 m a za dobrého počasí nabízí dobrý výhled na Vysoké Taury a Zillertalské Alpy, stejně jako na Wilder Kaiser, který leží přímo severně od Hohe Salve. Z vrcholu je vidět Großglockner a Großvenediger.

## Popis
Hora má velmi výrazný kuželovitý tvar. Na vrcholu se nachází stará poutní kaple (poutní kostel Hohe Salve), restaurace a stožár vysílače. Kromě toho je vrchol dostupný dvěma kabinkovými lanovkami ze Söllu (Gondola Hochsöll a Gondola Hohe Salve) a z Hopfgartenu (Salvenbahn I a II). Vrcholová restaurace a kostel patří obci Westendorf, stožár přenosové soustavy obci Hopfgarten.
V zimě je Hohe Salve součástí lyžařské oblasti "Skiwelt Wilder-Kaiser/Brixental", je zde několik vrcholových sjezdovek do okolních vesnic Söll, Itter, Hopfgarten a do Brixenu im Thale.
Díky svému tvaru a poloze je Hohe Salve také oblíbeným startovním místem pro paraglidisty.